# 扬尼克·辛纳
扬尼克·辛纳（義大利語：Jannik Sinner，德語發音：[ˈjanɪk ˈzɪnɐ]，義大利語發音：[ˈjannik ˈsinner]，2001年8月16日—），意大利職業网球運動員，單打最高世界排名第一，四座大滿貫得主。截至目前，辛納獲得了19個ATP單打冠軍，包括4個大滿貫冠軍和4個大師賽冠軍。
辛納在2020年法國網球公開賽上成为自2006年諾瓦克·喬科維奇以来闯进八強男子单打比赛中最年轻的选手。他在2020年赢得索菲亚公开赛后成为自2008年以来最年轻的ATP冠军。
辛纳在意大利北部的南蒂罗尔省长大。他从小就活跃于滑雪、足球、网球运动。在8岁时获得滑雪全国冠军之后，辛纳在13岁时将重心转移到网球上，并搬到意大利里维埃拉，与资深教练里卡多·皮亚蒂 (Riccardo Piatti) 一起训练。尽管在青少年时期获得了有限成功，辛纳还是从16岁开始参加职业赛事，并成为在17岁时赢得多个ATP挑战赛冠军，这并不多见。之后他进入到ATP世界排名前100名，并进入他的第1个ATP半决赛。他在2019年的ATP新生代总决赛中击败亚历克斯·德米纳尔后赢得了该赛事的冠军，并在2019年获得了ATP年度最佳新人奖。辛纳有着出色的双反技术，并在ATP巡回赛中以出手次数高居首位。

## 家庭和個人生活
扬尼克·辛纳于2001年8月16日出生于位于意大利北部主要讲德语的南蒂罗尔州圣坎迪多。他的父亲是汉斯珀特·辛纳 (Hanspeter Sinner)，母亲是西格琳德·辛纳 (Siglinde Sinner)。他在塞斯托镇长大，他的父母在滑雪小屋担任厨师和女服务员。他有一个兄弟叫马克·辛纳 (Marc Sinner)。辛纳三岁起就开始滑雪和打网球。他是意大利八至十二岁组的顶级初级滑雪者之一，八岁时曾获得大回转比赛的全国冠军，十二岁时曾获得全国亚军。在进行滑雪训练时，辛纳在七岁时放弃了一年的网球，然后他的父亲迫使他重返这项运动。当他恢复比赛时，他开始与他的第一任定期教练赫里伯特·梅尔 (Heribert Mayr) 一起训练。尽管如此，网球仍然只是他仅次于滑雪和足球的第三优先运动。
十三岁时，辛纳决定放弃滑雪和足球，而改为网球，因为他宁愿直接与对手竞争，而且在整个比赛过程中都有更大的失误余地，这与滑雪比赛不同，并且更喜欢成为一名网球选手。与足球队不同，网球是个他可以做出决定的个人运动。他还决定离开家人，搬到意大利里维埃拉的博尔迪盖拉，在里卡多·皮亚蒂和马西莫·萨托里 (Massimo Sartori) 的指导下的皮亚蒂网球中心接受训练，这一决定得到了父母的支持。在中心，辛纳与他的教练之一Luka Cvjetkovic的家人住在一起。在辛纳开始与皮亚蒂进行全职网球训练之前，他每周只参加两次比赛。
辛纳居住在摩纳哥的蒙特卡洛。他是AC米兰的粉丝。他的一位网球偶像是来自南蒂罗尔的同胞安德烈亚斯·塞皮。尽管如此，他仍希望在成就方面超过赛皮。他的主要偶像是罗杰·费德勒和诺瓦克·德约科维奇。
在2019冠状病毒病疫情期间，辛纳向Cesvi人道主义组织捐赠了12,500欧元，以帮助在贝加莫面临各种物资短缺的的人们提供医疗用品。他还发起了“辛纳比萨挑战赛”，他承诺如果有人用辛纳本人或另一位意大利运动员的脸装饰比萨并发布照片，他会额外捐款10欧元。

## 網球生涯

### 早年
辛纳于2016年开始参加ITF青少年巡回赛。尽管在青少年时期获得了有限的成功，但他在2017年底后转为职业选手。他从未参加过任何高等级网球赛事的单打比赛，而他参加的唯一一次高等级A级赛事是意大利国际青少年锦标赛 (Trofeo Bonfiglio) 。他在2017年的意大利的A级赛事中首轮失利，并在2018年闯进了四分之一决赛。那是他在2018年打过的唯一一场青少年组的比赛。他从未参加过任何大满贯赛事的青少年组比赛。由于他参加的高级赛事很少，辛纳青少年生涯最高排名只有第133位。

### 2018年–2019年：三项挑战者冠军、新生代冠军、前100名

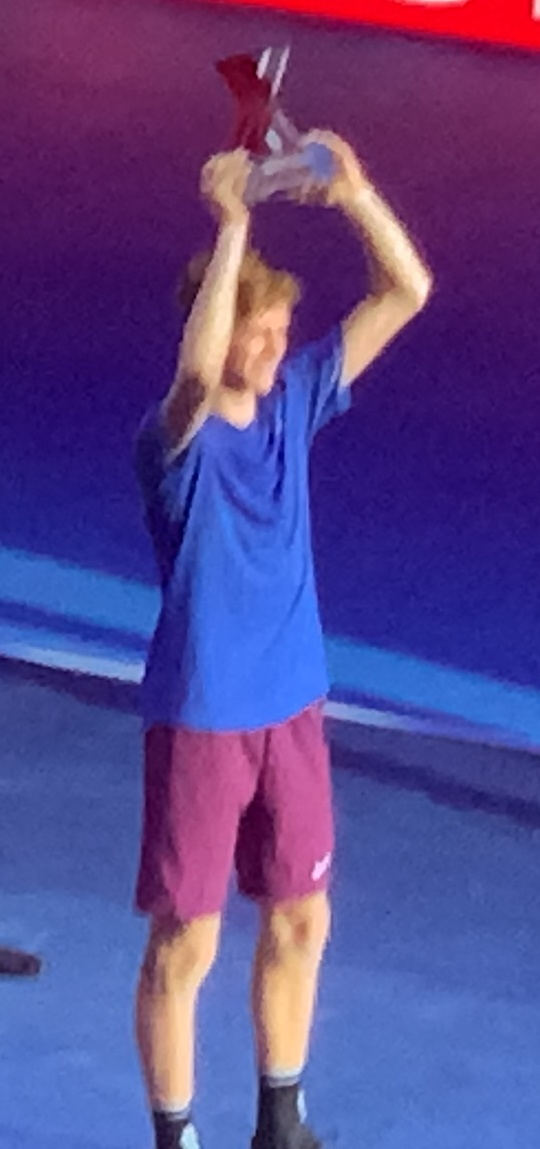
辛纳在米兰举行的2019 NextGen ATP总决赛

辛纳于2018年初开始参加ITF男子巡回赛。由于他的排名较低，他最初只能参加ITF未来赛。尽管如此，他还是在下半年开始接受ATP挑战赛比赛的外卡。他本年度唯一的ITF冠军是双打，并以世界排名551位结束了本赛季。
辛纳于2019年2月在贝加莫赢得了他的第一个ATP挑战者冠军头衔，年仅17岁零6个月大，尽管他参加了比赛，他之前在挑战者级别还没有比赛获胜。他成为2001年出生的首位进入挑战者决赛的人，也是历史上赢得挑战者冠军的最年轻的意大利人。凭借冠军头衔，他在ATP排名中赢得了200多分，排名第324位。在获得两次ITF未来赛冠军之后，辛纳作为幸运落败者进入了匈牙利公开赛，这是他的第一场ATP巡回赛比赛，在比赛中他首次击败了本地外卡选手瓦尔库斯·马泰。在接下来的一周，他在俄斯特拉发打入了第二个ATP挑战赛决赛，获得了亚军。
在本赛季的后半段，辛纳在ATP巡回赛中的比赛次数比参加挑战赛的比赛次数更多。他在罗马大师赛对史蒂夫·约翰逊的比赛获得了ATP大师赛的首场胜利，并参加了在7月在乌马格举办的的克罗地亚公开赛后闯入了前200名。8月份，他在列克星敦赢得了第二个ATP挑战赛冠军，成为仅有的11个在17岁就赢得了多个挑战赛冠军的青少年。温网资格赛中输掉比赛之后，辛纳得以在美国公开赛中赢得首次直接参加大满贯比赛资格。他的首场大满贯比赛输给了前大满贯冠军斯坦·瓦林卡。
辛纳本赛季表现出色。在欧洲公开赛上他拿到了外卡，成为五年来打入ATP半决赛的最年轻球员。一路走来，他击败了头号种子和世界排名第13的盖尔·蒙菲尔斯，这是他职业生涯首场战胜世界前50选手。一周后，他第一次进入了世界前100名。在赛季结束时，辛纳通过意大利主办国外卡有资格获得2019年ATP新生代总决赛，也是赛事排名最低的选手。比赛中，他战胜了弗朗西斯·蒂亚弗和米凯尔·伊梅尔赢得了小组循环赛冠军，仅输给了乌戈·汉伯特。在半决赛击败米奥米尔·凯茨马诺维奇后，辛纳爆冷直落两盘击败赛事头号种子，世界排名第18位的亚历克斯·德·米纳尔赢得总冠军。第二周，他在意大利参加了最后一场比赛，在奥尔蒂塞赢得了第三个挑战赛冠军。辛纳在本年度的世界排名为78位，成为自2003年拉斐尔·纳达尔之后最年轻的TOP80选手。他还被评为ATP年度最佳新人。

### 2020年：法网四分之一决赛、首个ATP冠军、前40名
年初，辛纳参加了2020年澳大利亚公开赛第二轮比赛，他拿到了首场大满贯赛事的胜利，在第一轮中击败了本土外卡选手马克斯·珀塞尔。然后第二轮输给了馬爾頓·福索維斯。作为鹿特丹公开赛的外卡选手，他在与世界排名第10的大卫·戈芬的比赛中赢得了首个针对TOP10的胜利。由于2019冠状病毒病疫情而导致ATP巡回赛停赛后，辛纳在后半年成功恢复了赛季比赛。尽管他在美国公开赛上输给了卡伦·哈恰诺夫，但他在欧洲的表现却更好。他在罗马大师赛进入第三轮比赛，击败世界排名第6位的斯特凡诺斯·西西帕斯赢得胜利。成为自2006年的诺瓦克·德约科维奇以来，进入法网八强最年轻的选手。他在法网的比赛中，再次击败了戈芬，以及美国网球公开赛的亚军和世界第七的亚历山大·兹维列夫，之后输给了纳达尔。在科隆锦标赛半决赛中输给了兹韦列夫之后，辛纳在索菲亚公开赛上赢得了第一个ATP冠军结束了本赛季。他在索菲亚击败了老对手德米纳尔，然后在决赛中击败了瓦謝克·波斯皮西爾。他是意大利在公开赛时代以来最年轻的巡回赛冠军，也是自2008年锦织圭以来获得ATP冠军的最年轻球员。辛纳年终世界排名第37位。

### 2021年：第二个ATP冠军、第一個ATP500冠軍、ATP年終賽替補上陣、年終第十名
辛纳在大洋路公开赛上赢得了他的第二个职业ATP冠军开始了他的2021赛季。在2021年澳大利亚公开赛上，他在首轮五盘比赛中输给了丹尼斯·沙波瓦洛夫。
辛纳在華盛頓公開賽中已 5-7 6-4 5-7 擊敗了來自美國的麥肯齊·麥克唐納取得華盛頓公開賽冠軍，世界排名從24提升至15同時也是職業生涯新高，同時也是生涯中第一個ATP500冠軍。
2021年ATP年終賽通鄉馬泰奧·貝雷蒂尼第一場比賽與亞歷山大·茲維列夫比賽中第二盤受傷評估後退賽，由第一替補人員扬尼克·辛納替補參賽，替補第一場比賽已 6:2 6:2 擊敗波蘭選手休伯特·胡爾卡奇在第二場比賽中對上丹尼爾·梅德韋傑夫由 6:0 6(5):7(7) 7(10):6(8) 落敗，但已為義大利球迷留下深刻印象，在ATP年終賽中贏得一場比賽獲得200積分確定年終第十名。

### 2025年
2月15日，辛纳因2024年3月查出的兩次兴奋剂阳性而被世界反兴奋剂机构禁赛三个月。

## 技術分析
辛纳与罗杰·费德勒因其冷静的场上举止和全场表现而享有盛誉。费德勒本人称赞辛纳在比赛中的平衡性，他说：“我喜欢他的地方是，他的正手和反手的击球速度几乎相同。”辛纳的主要实力是他的双手反拍，他在ATP巡回赛中击中上旋球的次数比其他任何球员都要多，击球时平均每分钟可打出1,858转，而其反手擊球平均时速为111.2每小時（69.1英里每小時）。前青少年世界第一和网球教练克劳迪奥·皮斯托雷斯称赞辛纳出色的侧向运动，这在某种程度上归因于辛纳的滑雪背景。因此，辛纳与诺瓦克·德约科维奇进行了比较，后者也认为滑雪方面的背景可以提高他的网球技能。

## 生涯统计

### 大滿貫與年終賽年表
指引：
| W | F | SF | QF | #R | RR | LQ (Q#) | A | P | Z# | PO | SF-B | F-S | G | NMS | NH | NQ |

W：冠軍；F：亞軍；SF：四強；QF：八強；#R：前四輪；RR：小組賽；LQ：止步資格賽；A：缺席；P：比赛延期；Z#：戴维斯杯/联合会杯组别赛（#表示级别）；PO：參與戴維斯盃/联合会杯附加赛；SF-B：奧運會銅牌；F-S：奧運會銀牌；G：奧運會金牌；NMS：非ATP1000大師賽系列；NH：該賽事本年度未舉行；NQ：未入圍。
| 比赛 | 2019 | 2020 | 2021 | 2022 | 2023 | 2024 | 2025 | 奪冠率 | 勝-負 | 勝率 |
| ---- | ---- | ---- | ---- | ---- | ---- | ---- | ---- | ------ | ----- | ---- |
| 澳网 | A    | 2R   | 1R   | QF   | 4R   | W    | W    | 2 / 6  | 22–4  | 85%  |
| 法網 | A    | QF   | 4R   | 4R   | 2R   | SF   | F    | 0 / 6  | 22–6  | 79%  |
| 温网 | Q1   | NH   | 1R   | QF   | SF   | QF   |      | 0 / 4  | 13–4  | 76%  |
| 美網 | 1R   | 1R   | 4R   | QF   | 4R   | W    |      | 1 / 6  | 17–5  | 77%  |
| 勝負 | 0–1  | 5–3  | 6–4  | 15–4 | 12–4 | 23–2 | 13–1 | 3 / 22 | 74–19 | 80%  |

### 大滿貫決賽

#### 冠軍（4）
| 結果 | 年份 | 比賽               | 場地 | 決賽對手          | 勝方比分                                |
| ---- | ---- | ------------------ | ---- | ----------------- | --------------------------------------- |
| 冠軍 | 2024 | 澳洲網球公開賽     | 硬地 | 丹尼爾·梅德韋傑夫 | 3–6, 3–6, 6–4, 6–4, 6–3                 |
| 冠軍 | 2024 | 美國網球公開賽     | 硬地 | 泰勒·弗里茨       | 6–3, 6–4, 7–5                           |
| 冠軍 | 2025 | 澳洲網球公開賽 (2) | 硬地 | 亞歷山大·茲韋列夫 | 6–3, 7–6(7–4), 6–3                      |
| 亞軍 | 2025 | 法国网球公开赛     | 紅土 | 卡洛斯·阿尔卡拉斯 | 6–4, 7–6(7–4), 4–6, 6–7(3–7), 6–7(2–10) |
| 冠軍 | 2025 | 溫布頓網球錦標賽   | 草地 | 卡洛斯·阿尔卡拉斯 | 4-6, 6-4, 6-4, 6-4                      |

### 年終總決賽

#### 冠軍（1）
| 結果 | 年份 | 比賽      | 場地     | 決賽對手        | 勝方比分 |
| ---- | ---- | --------- | -------- | --------------- | -------- |
| 亞軍 | 2023 | ATP年終賽 | 室內硬地 | 諾瓦克·喬科維奇 | 3–6, 3–6 |
| 冠軍 | 2024 | ATP年終賽 | 室內硬地 | 泰勒·弗里茨     | 6–4, 6–4 |